# Angela della Croce
Angela della Croce (in spagnolo Ángela de la Cruz), al secolo María de los Ángeles Guerrero González (Siviglia, 30 gennaio 1846 – Siviglia, 2 marzo 1932) è stata una religiosa spagnola, fondatrice della congregazione delle Sorelle della Compagnia della Croce.
È venerata come santa dalla Chiesa cattolica.

## Biografia
María de los Ángeles Guerrero y González nacque a Siviglia il 30 gennaio 1846 da Francisco Guerrero e Josefa González, una famiglia cattolica di modeste condizioni sociali che ebbe altri tredici figli. Battezzata il 2 febbraio successivo coi nomi di María de los Ángeles Martina de la Santísima Trinidad, a otto anni fece la Prima comunione e l'anno successivo la Cresima. A dodici anni iniziò a lavorare per aiutare la famiglia, senza rinunciare alla preghiera assidua e alle mortificazioni.
A diciannove anni, guidata dal suo direttore spirituale, il canonico José Torres Padilla, entrò tra le carmelitane scalze e in seguito tra le Figlie della carità di San Vincenzo de' Paoli. Per ragioni di salute dovette rinunciare ma, tornata a casa e ristabilitasi in salute, iniziò a pensare a una nuova congregazione, le Sorelle della Compagnia della Croce, che fondò nel 1875, e il cui motto era "Farsi povero con il povero per portarlo a Cristo". 
Nel 1898 papa Leone XIII concesse all'Istituto il "Pontificio decreto di lode", mentre san Pio X diede l'approvazione definitiva nel 1904. Suor Angela della Croce, questo il nome assunto dopo la professione dei voti, seppe infondere nelle consorelle un crescente spirito di carità verso i bisognosi, e per questo veniva chiamata dal popolo "madre dei poveri. Eletta madre generale nel 1907, fu confermata più volte nell'incarico finché, a causa dell'età, nel 1928 divenne superiora generale onoraria e consigliera spirituale di tutte le suore. Nel 1931 fu colpita da un ictus, rimanendo paralizzata nella parte destra del corpo e perdendo dopo poco tempo l'uso della parola. Morì il 2 marzo 1932 e al suo funerale parteciparono settantamila persone. Il suo corpo incorrotto è custodito nella cappella della casa madre delle Sorelle della Compagnia della Croce a Siviglia.

## Il culto
Beatificata da san Giovanni Paolo II a Siviglia il 5 novembre 1982, fu canonizzata a Madrid dallo stesso pontefice il 4 maggio 2003. La Chiesa la ricorda il 2 marzo.

### Il miracolo per la beatificazione
Concepción García Núñez, una donna di ventidue anni, nel 1931 aveva perso il polmone sinistro a causa della tubercolosi. Nel febbraio 1938, a causa di una infiltrazione polmonare acuta, entrò in coma per ipervirulenza. Un'amica di famiglia portò a sua madre una reliquia di suor Angela e fu iniziata dai familiari una novena. Le furono amministrati gli ultimi Sacramenti ma le sue condizioni migliorarono e, l'ultimo giorno della novena, non fu più in pericolo di vita. Il 12 luglio 1982, papa Giovanni Paolo II autorizzò la promulgazione del decreto con cui la guarigione veniva riconosciuta come miracolo ottenuto per intercessione di suor Angela, aprendo la strada alla beatificazione.

### Il miracolo per la canonizzazione
Ad Alcázar de San Juan, nel novembre 1986, il tredicenne Teodoro Molina Navarro perse la vista dall'occhio destro, a causa di un'embolia. Anche in questo caso i familiari ottennero una reliquia di suor Angela e iniziarono una novena. Il 17 febbraio 1987 Teodoro recuperò improvvisamente la vista. Il 14 dicembre 2000 la Consulta Medica del Dicastero delle cause dei santi dichiarò la guarigione scientificamente inspiegabile. Papa Giovanni Paolo II autorizzò, il 20 dicembre 2002, la promulgazione del decreto relativo, rendendo possibile la canonizzazione.